# لیبوشین
لیبوشین (به چکی: Libušín) یک منطقهٔ مسکونی در جمهوری چک است که در شهرستان کلادنو واقع شده‌است.
 لیبوشین  ۳٬۰۲۶ نفر جمعیت دارد.